# Strage di Liegi
La strage di Liegi è un fatto avvenuto il 13 dicembre 2011 alle ore 12:33 nella città di Liegi, nella regione Vallonia in Belgio.

## Gli antefatti
Nel 2003 l'attentatore, Nordine Amrani, nato a Ixelles il 15 novembre 1978 da immigrati marocchini, era stato condannato per stupro e abusi sessuali e nel 2008 per coltivazione illegale di canapa e detenzione illegale di armi, ma era stato rilasciato dal carcere nell'ottobre 2010 ed al momento dei fatti si trovava in libertà condizionale.
Quella mattina Nordine Amrani si sarebbe dovuto recare a un controllo della polizia. Invece di andare alla stazione di polizia, egli uccise una donna di 45 anni che stava facendo le pulizie presso l'abitazione del suo vicino - il cadavere della donna è stato reperito nel garage di Amrani - e proseguì per piazza Saint-Lambert.

## I fatti
L'attentatore lanciò granate a una fermata dei bus e sparò tra la folla con un fucile da battaglia FN FAL sulla gente che stava frequentando il mercatino di Natale in piazza Saint-Lambert. Amrani, prima di suicidarsi, uccise cinque persone: tre giovani di 15, 17 e 20 anni, un bimbo di 17 mesi e una donna di 75 anni (dichiarata clinicamente morta il 15 dicembre 2011 e deceduta due giorni dopo). Amrani inoltre ferì 125 persone, sette delle quali in maniera grave.